# Gelvā Maḩalleh
Gelvā Maḩalleh (persiska: Gīlovā Maḩalleh, گلوا محله) är en ort i Iran.   Den ligger i provinsen Gilan, i den norra delen av landet, 240 km nordväst om huvudstaden Teheran. Antalet invånare är 473.
Terrängen runt Gelvā Maḩalleh är mycket platt, och sluttar norrut. Runt Gelvā Maḩalleh är det tätbefolkat, med 659 invånare per kvadratkilometer. Närmaste större samhälle är Khoshk-e Bījār, 6,7 km sydväst om Gelvā Maḩalleh. Trakten runt Gelvā Maḩalleh består till största delen av jordbruksmark.